# Rajarivier
Rajarivier (Zweeds – Fins: Rajajoki) is een rivier annex beek, die stroomt in de Zweedse  gemeente Kiruna. De rivier verzorgt de afwatering van een uitgestrekt moeras in de Kuukkavallei. Ze stroomt naar het noorden, stroomt door de Rajavallei langs het Rajameer en Rajaberg. Ze belandt uiteindelijk in de Muonio. Ze is circa zeven kilometer lang.
Afwatering: Rajarivier → Muonio → Torne → Botnische Golf